# Athetis palpalis
Athetis palpalis är en fjärilsart som beskrevs av Butler 1878. Athetis palpalis ingår i släktet Athetis och familjen nattflyn. Inga underarter finns listade i Catalogue of Life.